# Salvia speirematoides
Salvia speirematoides là một loài thực vật có hoa trong họ Hoa môi. Loài này được C.Wright miêu tả khoa học đầu tiên năm 1870.